# Ruaidhri McGee
Ruaidhri McGee (1991) is een golfprofessional uit Belfast. Zijn voornaam wordt uitgesproken als 'Rory'. 

## Amateur
Op 12-jarige leeftijd werd McGee opgenomen in het nationale team van Ulster. Toen hij 15 jaar was, verhuisde hij naar de Roda Golf and Beach Resort in  Murcia, Spanje.

## Professional
McGee werd eind 2012 professional en speelde op de PGA EuroPro Tour, waar hij bij de laatste vier toernooien drie top-10 plaatsen behaalde. In september 2013 won hij Stage 1 van de Tourschool.

### Gewonnen
- 2006: Ulster Championship U-15
- 2013: Tourschool, Stage 1